# JR East série E501
La série E501 (E501系, E501-kei) (JR東日本E501系電車/JR Higashinihon E501-kei densha) est un type de rames automotrices électriques bicourant, utilisées pour les services de banlieue et de banlieue extérieure exploités par la East Japan Railway Company (JR East) au Japon depuis 1995.

## Histoire
Il a été le premier train de banlieue bicourant AC/DC du Japon pour améliorer le transport sur la ligne Jōban. Il s'agit d'un modèle conçu sur la base du train de la série 209 et c'est le premier modèle à 4 portes roulant sur la section électrifiée en courant alternatif 20 000V de la ligne Jōban. En raison de la nature de la section de ligne utilisée et de l'utilisation à la fois du courant alternatif et du courant continu, il existe des différences dans l'équipement électrique par rapport à la série 209 qui est monocourant.
Elles ont été construites par Kawasaki Heavy Industries et Tokyu Car Corporation.
Initialement, en plus des séries 403 et 415, les E501 ont été développées en vue de remplacer la série 103 qui était exploitée entre Uenō et Toride. Elles furent généralement bien accueillies lors des heures de pointe, grâce à la capacité des 4 portes. Lors de la révision des horaires le 22 mars 1997, l'introduction à grande échelle de cette série a été observée. Néanmoins le nombre de trains directs à destination d'Uenō a été considérablement réduit , le nombre de sièges a diminué (en raison des sièges longitudinaux sur toutes les voitures), et il n'y a pas de toilettes d'installées à l'origine, elles ne sont donc pas adaptées aux opérations longue distance. Par conséquent, la production a été arrêtée en 1997.

## Description

### Extérieur
La carrosserie a adopté une structure légère en acier inoxydable similaire esthétiquement à la série 209, utilisant de l'acier inoxydable à l'exception de la partie avant et d'une partie du soubassement. Une des différences est que l'espace entre les bogies a été augmentée de 13 300 mm à 13 800 mm et que l'épaisseur du panneau extérieur a été augmentée de 1,2 mm à 1,5 mm pour assurer la résistance, car cela nécessite de l'espace pour le montage des équipements sous plancher qui augmente le poids à cause de l'équipement AC et DC. L' attelage à l'arrière de la première voiture utilise le même type d'absorption des chocs que les trains de la série E217.
En ce qui concerne les vitres latérales, des vitres fixes ont été utilisées sauf pour l'extrémité de la voiture, comme dans la série 209. De septembre à octobre 2006, des travaux de rénovation ont été effectués pour rendre les fenêtres ouvrantes.
Les portes sont à double battants au nombre de 4 pour chaque côté, et munies d'un interrupteur « 3/4 porte fermée » pouvant être fermé en laissant une porte ouverte de chaque côté. La formation de 1995 a été modernisée avec ce système après le démarrage de l'exploitation, mais les formations de 1997 sont équipées de série.
En 2019, l'indicateur de destination(Girouette) est passé d'un type support papier déroulant de caractères blanc à fond bleu à un type de LED tricolore. Dans le même temps, l'indicateur de destination sur le côté affiche désormais le nom de l'itinéraire en plus de la destination.

### Intérieur

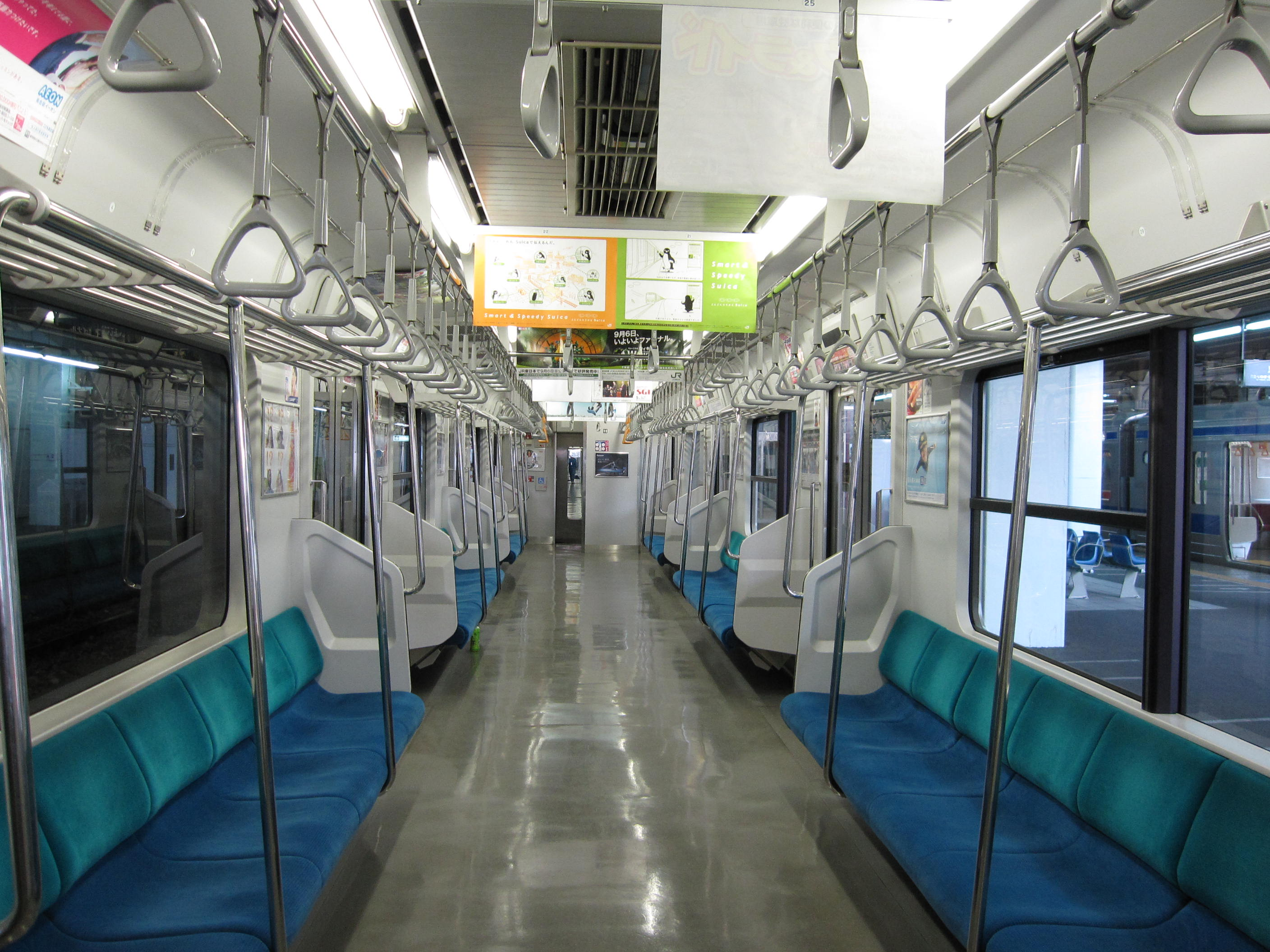
Interieur E501

L'intérieur est le même que celui de la série 209, mais le choix des couleurs du tissu du siège est différent. Les sièges généraux utilisent la couleur bleue du train à moyenne distance, qui est la couleur de la ligne Jōban, pour le siège. Les dossiers, eux, sont de la couleur verte de la ligne Jōban.
La zone autour des sièges prioritaires est la même que celle des trains de la série E233.
L'éclairage intérieur provient d'une alimentation en courant continu. Il passe automatiquement à l'alimentation de la batterie de stockage lors du transit dans la section morte, il ne s'éteint donc pas (cela ne s'applique pas si la commutation AC/DC est effectuée manuellement). De plus, lorsque l'alimentation est coupée, le tableau d'affichage électrique sur la porte s'éteint.
Aucune toilette n'a été installée dans les trains à l'origine, mais en raison du changement de section d'exploitation dû à la révision des horaires en mars 2007, les trains de base n ° 1 et n ° 10 et le train auxiliaire n ° 1 en sont équipés d'octobre 2006 à février 2007 avec des toilettes universelles.
Les annonces sonores automatiques embarquées sont introduites en octobre 2003.

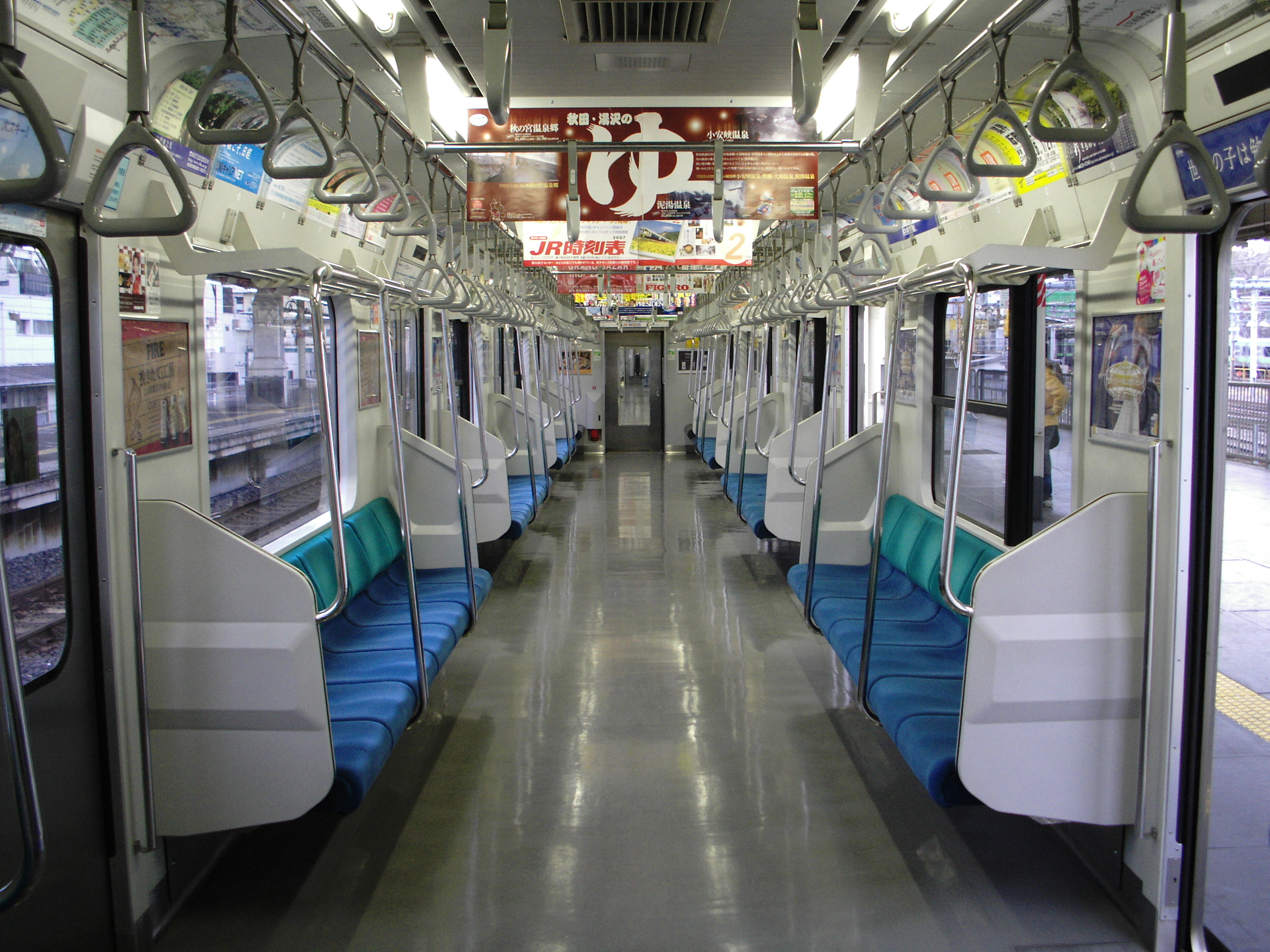
Interieur E501 rénové
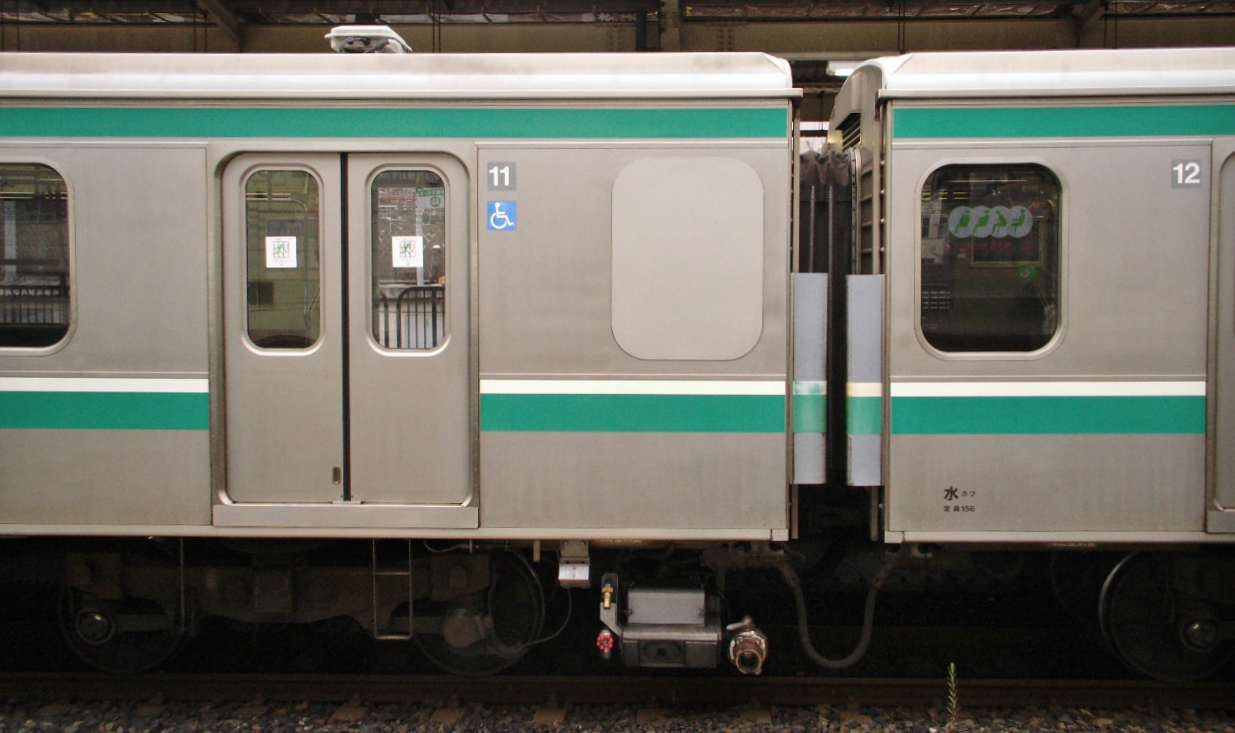
Fenêtre obstruée après installation des WC

### Caractéristiques techniques
La commutation du circuit principal dans la section morte à Toride, qui sépare la section DC et la section AC ,est automatiquement effectuée par l'élément de masse ATS-P. La commutation manuelle est également possible.
Au moment de son lancement, il utilisait un convertisseur principal CI3 utilisant un élément à thyristor GTO fabriqué par Siemens . C'est le seul exemple d'adoption d'un système non fabriqué par les japonais, pour les lignes conventionnelles de la JR (l'autre étant la Keikyu), et le son d'excitation magnétique au moment du départ et de l'arrêt était unique, comme s'il jouait une mélodie(le fameux Doremifa). En raison de problèmes de fiabilité, l'équipement des formations à 5 voitures a été remplacé par un élément Toshiba IGBT en 2007, et les formations de 10 voitures ont été remplacées par un élément Toshiba IGBT en 2012 . L'accélération de départ de cette série est de 2,0km/h/s (2,05km/h/s selon le matériau).
Le moteur principal utilisé est un moteur à induction triphasé à cage d'écureuil, et la puissance a été améliorée de 95 kW de la série 209 à 120 kW. Ceci pour faire face à l'augmentation du poids due à l'installation d'équipements liés au courant alternatif. Afin d'atteindre la vitesse maximale de 120 km/h, le rapport de démultiplication est de 16:97 (≈1: 6,06), ce qui est le même que la série E217.
En tant que source d'alimentation pour l'équipement auxiliaire, un onduleur statique (SC45, capacité nominale 210 kVA, AC 440 V) capable d'alimenter 5 voitures est choisi.
Le compresseur d'air adopte le type à vis MH3096-C1600S, similaire à la série 209. La capacité de décharge est de 1 600 L/min.
Le pantographe était un PS29 en forme de losange(Type G), mais de décembre 2014 à janvier 2015, toutes les formations à 5 voitures ont été remplacées par des PS37A à bras unique, et pour les formations à 10 caisses en 2015.
La E501 utilise un bogie sans traversin avec un mécanisme de support de boîte d'essieu de type poutre d'arbre, et est une spécification standard pour les trains généraux JR East qui utilisent des ressorts pneumatiques . Sur la base du DT61 / TR246 utilisé dans la série 209, les DT61C (bogie électrique) et TR246D (bogie d'accompagnement) ont été changés en changeant l'essieu en raison de l'augmentation de leur propre poids et en changeant l'unité d'entraînement en changeant le rapport de vitesse (bogie électrique uniquement).

## Exploitation
Cette série est utilisée exclusivement sur les lignes Jōban et Mito.

## Formations
Information:
- MoHa ou Moha (モハ) : motrice sans cabine
- SaHa ou Saha (サハ) : remorque sans cabine
- KuHa ou Kuha (クハ) : remorque avec cabine
- KuMoHa ou Kumoha (クモハ) : motrice avec cabine
- Cont : dispositif de contrôle du véhicule,
- SIV : alimentation auxiliaire (onduleur statique)
- Mtr : transformateur principal
- CP : compresseur d'air,
- ♀ : voiture réservée aux femmes
- < , > ,<> : pantographe
- Les formations sont organisées en xMxT. M étant une motrice (Motor Car) et T une voiture (Trailer)

### 10 voitures
En date du 1er octobre 2018, 4 formations (K701–K704) sont basées au Dépôt de Katsuta  et sont en composition 4M6T
|              | ← HaranomachiTsuchiura → |             |             |             |             |             |             |             |             |                |
|              |                          |             |             |             |             |             |             |             |             |                |
|              |                          |             |             |             |             |             |             |             |             |                |
| Voiture No.  | 10                       | 9           | 8 >         | 7           | 6           | 5           | 4           | 3 >         | 2           | 1              |
| Désignation  | Tc                       | T           | M           | M'          | T'          | T           | T           | M           | M'          | Tc'            |
| Numérotation | KuHa E501-0              | SaHa E501-0 | MoHa E501-0 | MoHa E500-0 | SaHa E500-0 | SaHa E501-0 | SaHa E501-0 | MoHa E501-0 | MoHa E500-0 | KuHa E500-1000 |
| Equipement   |                          |             | VVVF,Mtr    | SIV, VVVF   | CP          |             |             | VVVF, Mtr   | SIV, VVVF   | CP             |

- Les voitures 3 et 8 ont un pantographe type PS37A[4]
- Les voitures 1 et 10 ont un espace UFR[4]
- Les voitures 1 et 10 ont des toilettes[4]
- La voiture 8 est désignée comme légèrement climatisée[4]

### 5 voitures
En date du 1er octobre 2018, 4 formations (K751–K754) sont basées au Dépôt de Katsuta et sont en composition 2M3T
|              | ← HaranomachiOyama, Tsuchiura → |             |             |             |             |
|              |                                 |             |             |             |             |
|              |                                 |             |             |             |             |
| Voiture No.  | 5                               | 4           | 3 >         | 2           | 1           |
| Désignation  | Tc                              | T           | M           | M'          | Tc'         |
| Numérotation | KuHa E501-1000                  | SaHa E501-0 | MoHa E501-0 | MoHa E500-0 | KuHa E500-0 |
| Equipement   |                                 |             | VVVF,Mtr    | SIV, VVVF   | CP          |

- La voiture 3 a un pantographe type PS37A
- Les voitures 1 et 5 ont un espace UFR
- La voiture 1 a des toilettes
- La voiture 4 est désignée comme légèrement climatisée

## Galerie photos

### Extérieur

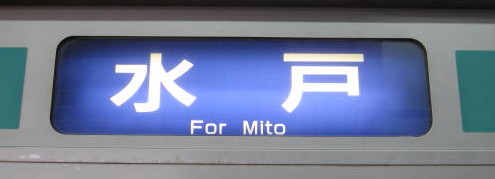
ancienne girouette
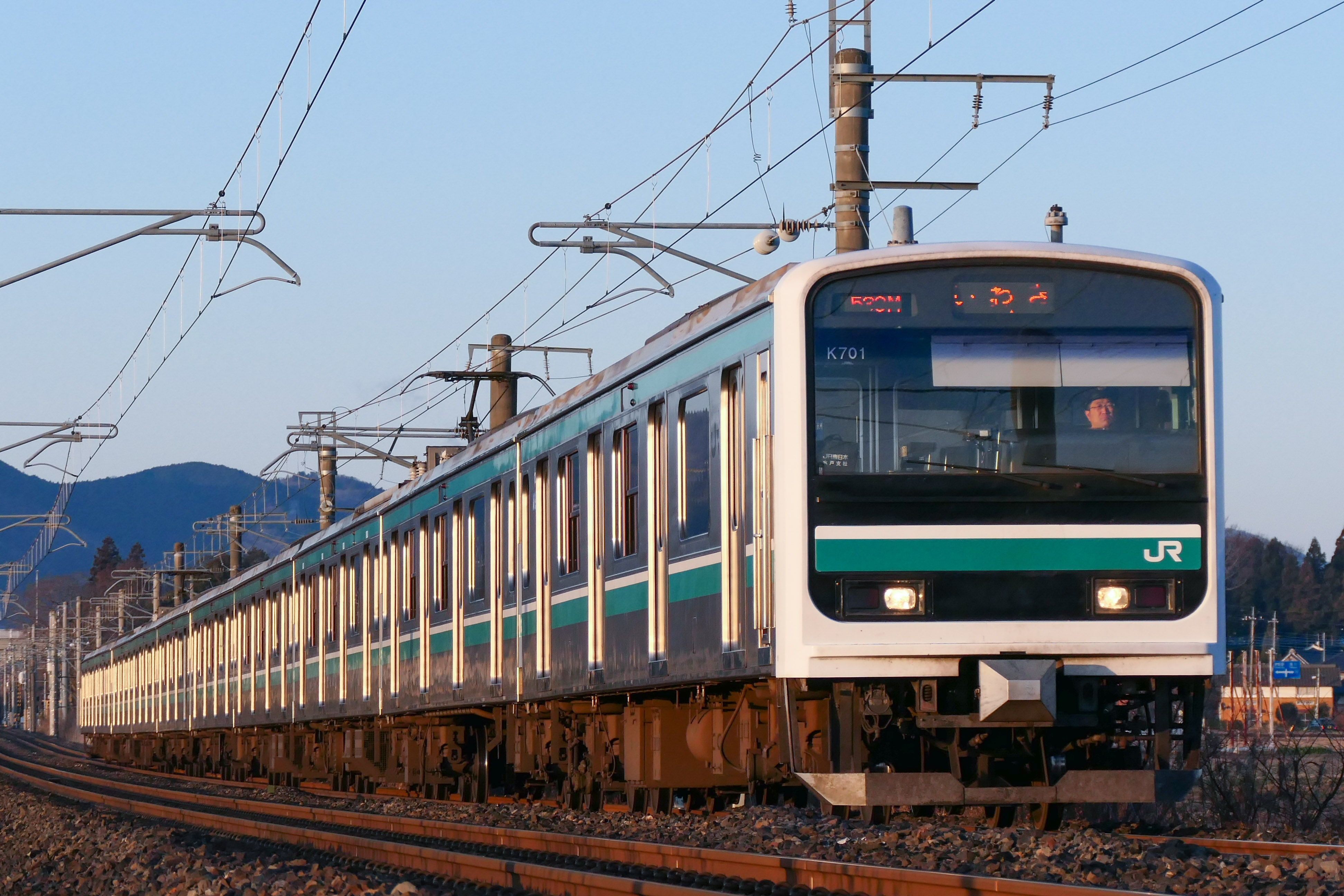
E501 en Janvier 2020
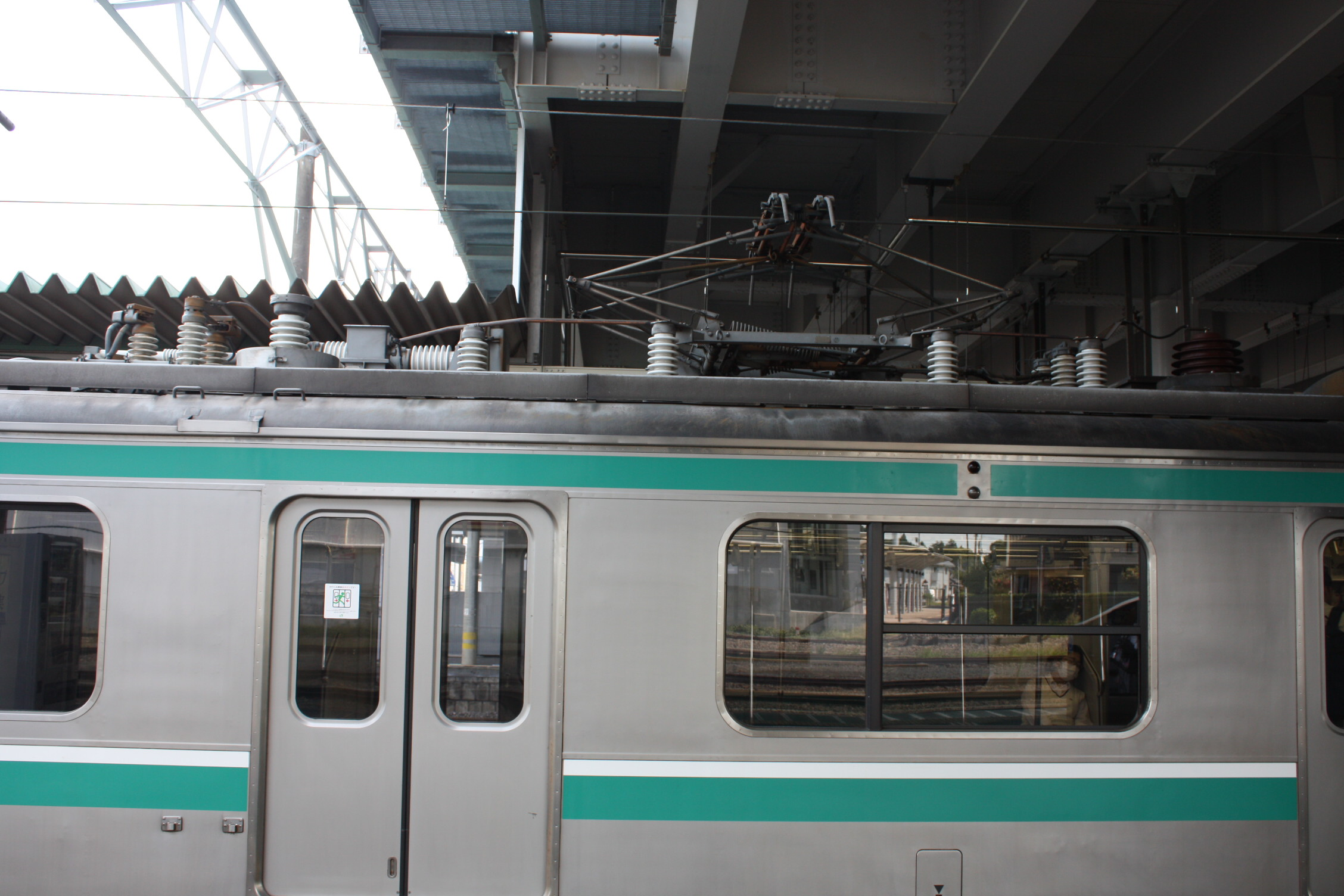
Ancien pantographe

### Intérieur
- Interieur E501